# Медаль «Ветеран Вооружённых сил Республики Казахстан»
Медаль «Ветеран Вооружённых сил Республики Казахстан» (каз. Қазақстан Республикасы Қарулы Күштерінiң ардагерi) — государственная награда Республики Казахстан, учреждённая для вооружённых сил РК Указом Президента от 7 мая 2002 года за № 865.

## Положение о медали
Медалью «Қазақстан Республикасы Қарулы Күштерінiң ардагерi» награждаются военнослужащие, имеющие общую выслугу 25 и более календарных лет в Вооруженных Силах, других войсках и воинских формированиях Республики Казахстан, положительно характеризуемые по службе.

## Описание
Медаль «Қазақстан Республикасы Қарулы Күштерінiң ардагерi» изготавливается из латуни и имеет форму выпуклой пятиконечной звезды с гладкими двугранными лучами жёлтого цвета, в промежутках между концами которой расположены пять щитов с эмблемами основных родов войск. В центре медали - изображения солнца, парящего орла и лавровой ветви золотистых цветов, обрамленные кольцом с надписью «Қазақстан Республикасы Қарулы Күштерінiң ардагерi». Лицевая сторона медали оксидирована.
Размеры медали между противолежащими концами звезды 38 мм.
На оборотной стороне медали по центру расположена надпись «25 жыл». Оборотная сторона медали матовая.
Все изображения и надписи на медали выпуклые. Края медали окаймлены бортиком.
Медаль с помощью ушка и кольца соединяется с шестиугольной колодкой шириной 34 мм и высотой 50 мм, обтянутой шелковой муаровой лентой. Посередине ленты располагаются голубая полоса шириной 17 мм, вдоль правого края ленты располагаются четыре жёлтые полоски шириной 1 мм, чередующиеся с тремя чёрными полосками шириной 1 мм. С левого края ленты располагаются две красные полоски шириной 3 мм и 1 мм, между которыми голубая полоска шириной 2 мм. Ширина ленты - 30 мм.
Медаль с помощью булавки крепится к одежде.
Медаль изготовлена на Казахстанском монетном дворе в Усть-Каменогорске.